# Rhode Island School of Design
The Rhode Island School of Design (RISD; wym. rɪzdi) – amerykańska Akademia Sztuk Pięknych zlokalizowana w Providence, Rhode Island. 
Uczelnia została założona w 1877 roku, jako jedna z pierwszych akademii sztuk pięknych w Stanach Zjednoczonych. Znajduje się w dzielnicy College Hill, którą dzieli z Brown University.